# 3868 Мендоза
Текст нижнього індексу
3868 Мендоза (3868 Mendoza) — астероїд головного поясу, відкритий 24 вересня 1960 року.
Тіссеранів параметр щодо Юпітера — 3,549.